# Tetrameres fissispina
Tetrameres fissispina is een rondwormensoort uit de familie van de Tetrameridae. De wetenschappelijke naam van de soort is voor het eerst geldig gepubliceerd in 1861 door Diesing.